# 비탄의 정글
《비탄의 정글》(스페인어: Selva Trágica)은 2020년 멕시코, 프랑스, 콜롬비아의 드라마 영화이다. 넷플릭스에서 2021년 6월 9일 공개했다.

## 출연진

### 주연
- 인디라 루비 아드레인 - 아그네스 역
- 길베르토 바라사 - 아우센시오 역

### 조연
- 엘리히오 멜렌데즈 - 돈 문도 역
- 가비노 로드리게즈 - 엘 카이만 역
- 길든 롤렌드 - 길든 역

## 수상
- 2020년 제25회 부산국제영화제 후보 월드 시네마
- 2020년 제58회 뉴욕영화제 후보 장편 상영작
- 2020년 제77회 베니스국제영화제 후보 오리종티 경쟁부문
- 2020년 제68회 산세바스티안국제영화제 후보 호라이즌 라틴부문
- 2020년 제36회 바르샤바 국제영화제 수상 자유정신상 (율레네 올라이졸라)
- 2020년 제35회 마르델플라타 국제영화제 후보 라틴아메리카 경쟁
- 2020년 제16회 취리히 영화제 후보 윈도우-산세바스티안
- 2021년 제24회 상하이국제영화제 후보 스펙트럼